# Randa (Švýcarsko)
Randa je obec v německy mluvící části švýcarského kantonu Valais, v okrese Visp. Nachází se cca 9 km severně od Zermattu. Žije zde 434 obyvatel.

## Geografie
Randa leží na řece Matter Vispa mezi Vispem a Zermattem, a je třetí nejvýše položenou obcí v údolí Mattertal. Nejnižší bod obce se nachází v nadmořské výšce 1270 m n. m. na hranici s obcí St. Niklaus. Nejvyšším bodem je vrchol Dom ve výšce 4545 m n. m. K obci patří několik dalších menších vesnic a osad, jako je například Lerch či Wildi. Nedaleko se nachází také vrchol Weisshorn.
Katastr má rozlohu 54,53 km², z čehož je 8 % zemědělské půdy, 9,9 % lesů, 0,6 % je zastavěná plocha a 81,1 % je neproduktivní půda.

## Historie

Kostel v Randě na snímku z roku 1902

Nejstarší dochovaný dokument, který se o Randě zmiňuje, pochází z roku 1305. Randa znamená okraj či hranice (Rand). Až do roku 1552 patřila Randa spolu s Täschem k farnosti Naters, později kastelánství Naters. V roce 1590 byly ustaveny stanovy obce. V roce 1798 se Randa stala samostatnou obcí.
Malá horská obec Randa byla v minulých stoletích opakovaně postižena přírodními katastrofami, například v letech 1636, 1720, 1737, 1819 nebo 1991. Nejhorší katastrofou pro Randu byl sesuv půdy v roce 1991. 18. dubna brzy ráno se v lokalitě Grossgufer (v místním dialektu němčiny „sbírka velkých balvanů“) zřítily obrovské balvany. O tři týdny později, 9. května, sesuv pokračoval; masy suti o celkovém objemu asi 33 milionů m³ (pro srovnání: objem Cheopsovy pyramidy činí asi 2,5 milionu m³) pohřbily velkou část vesnice Lerch s 33 zemědělskými staveními a rekreačními domy a také sedm koní a 35 ovcí, hlavní silnici do Täsche a trať železnice Brig-Visp-Zermatt Bahn. Údolí pokryla několikacentimetrová vrstva prachu. O život nepřišel nikdo.
Také řeka Vispa, která protéká údolím, byla přehrazena sutí a ohrožovala vesnici svými vodními masami. Voda byla poté přes překážku odkloněna pomocí elektrických čerpadel. Po dlouhých deštích vodní tok svými masami suti zasypal čerpadla, která pak selhala. Níže položené části obce Randa byly 16. června 1991 zaplaveny.

## Obyvatelstvo
| Rok            | 1798 | 1850 | 1900 | 1950 | 2000 |
| Počet obyvatel | 140  | 161  | 271  | 369  | 404  |

V roce 2000 uvádělo 79,2 % obyvatel jako svůj hlavní jazyk němčinu, stejně tak 81,2 % obyvatel se hlásilo k římskokatolické církvi.

## Doprava

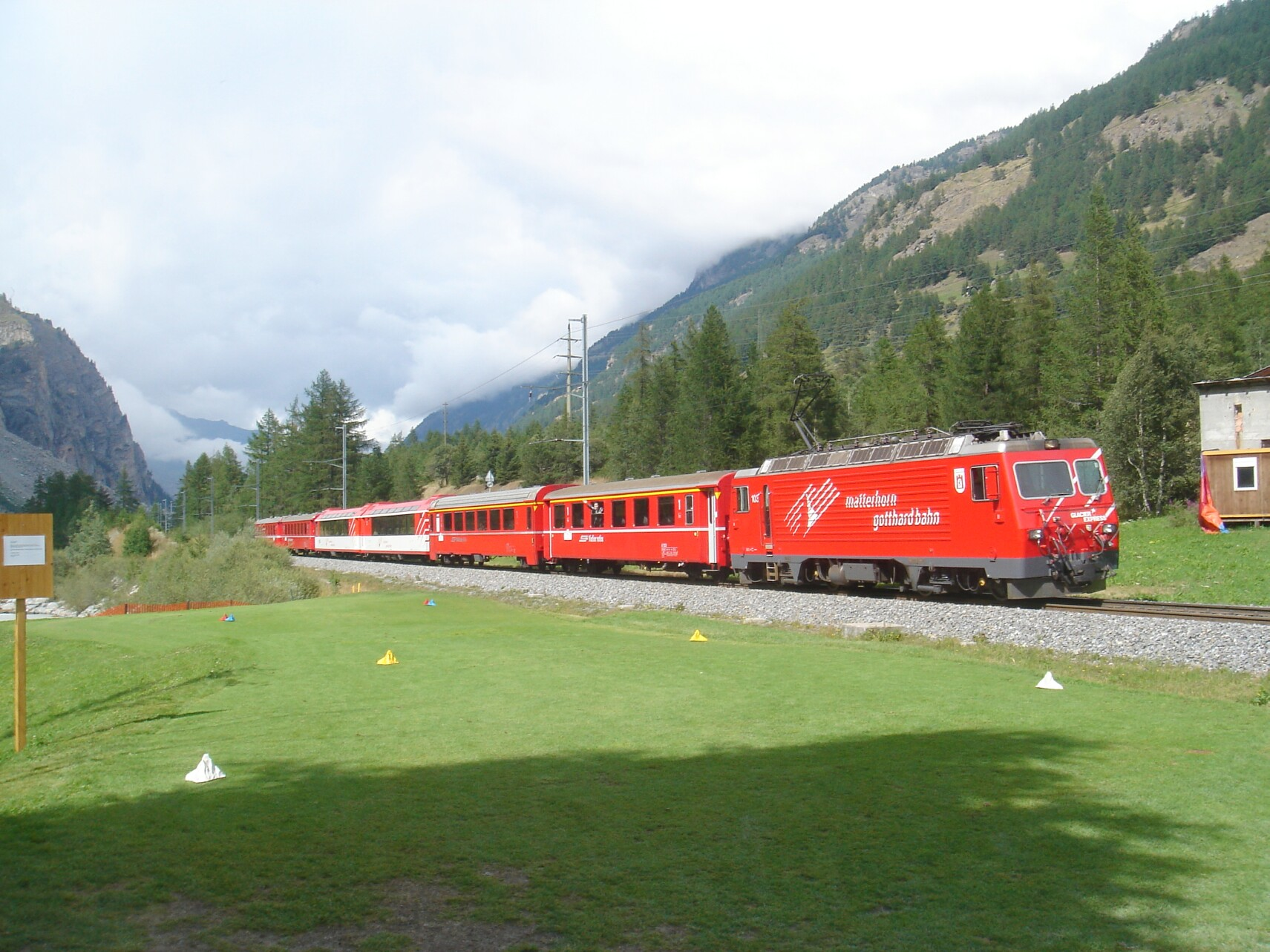
Glacier Express nedaleko Randy

V důležitém horském středisku Zermatt na konci údolí je vyloučena automobilová doprava, takže většina návštěvníků přijíždí do Zermattu ozubnicovou železnicí Matterhorn Gotthard Bahn (MGB), dříve samostatná BVZ Zermatt-Bahn. Po trase jezdí i Glacier Express. Randa je zastávkou na trase z Täsch dále dolů údolím do Vispu a Brigu, kde je napojení na hlavní švýcarskou železniční síť.

## Zajímavosti
Na území obce se nachází Charles Kuonen Hängebrücke, v době svého otevření nejdelší visutá lávka na světě. Je dlouhá 494 metrů a zavěšená ve výšce 85 metrů. Byla otevřena v červenci 2017. Nachází na turistické trase Europaweg směrem k boudě Europahütte.

## Fotogalerie

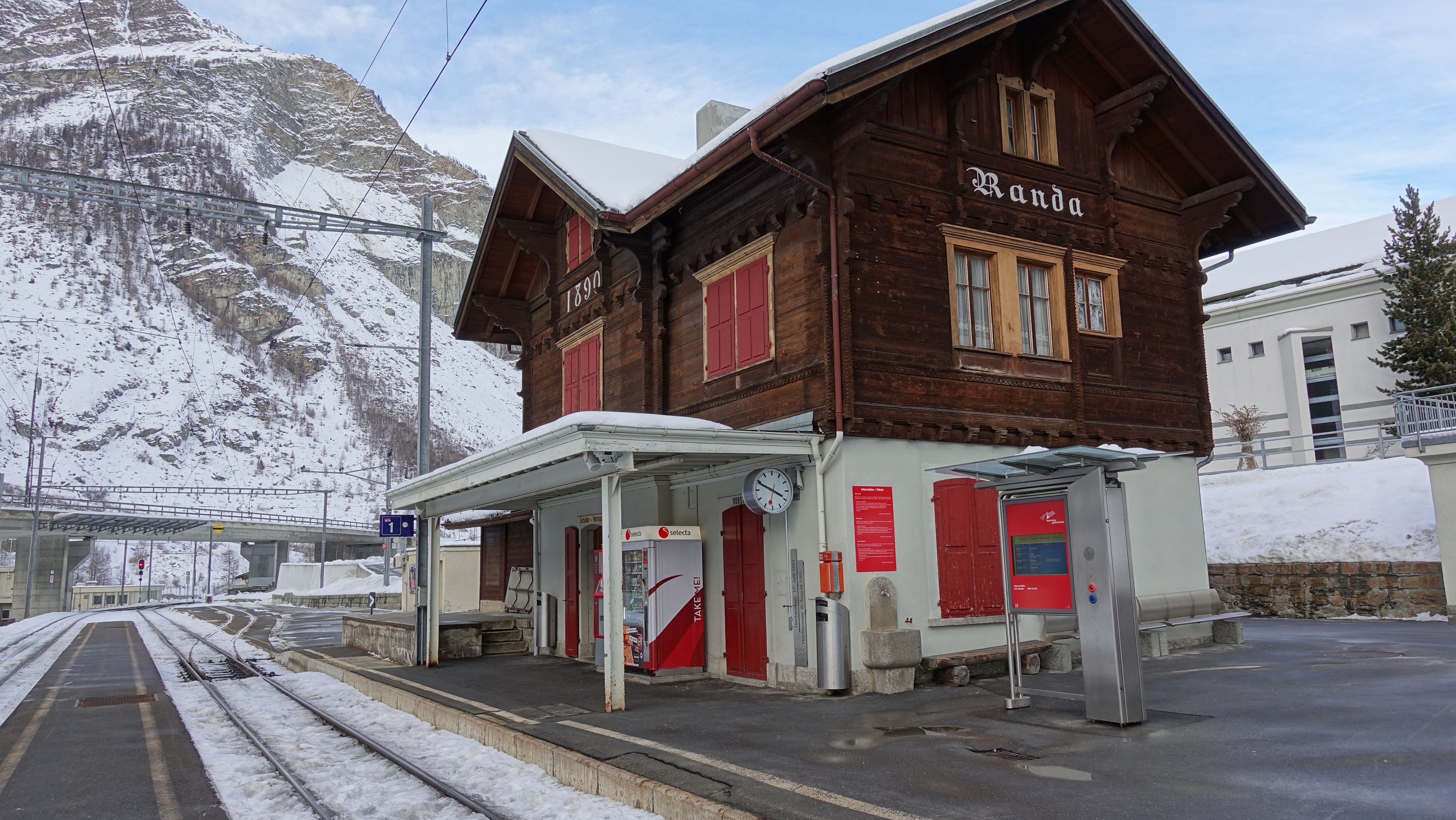
Železniční stanice
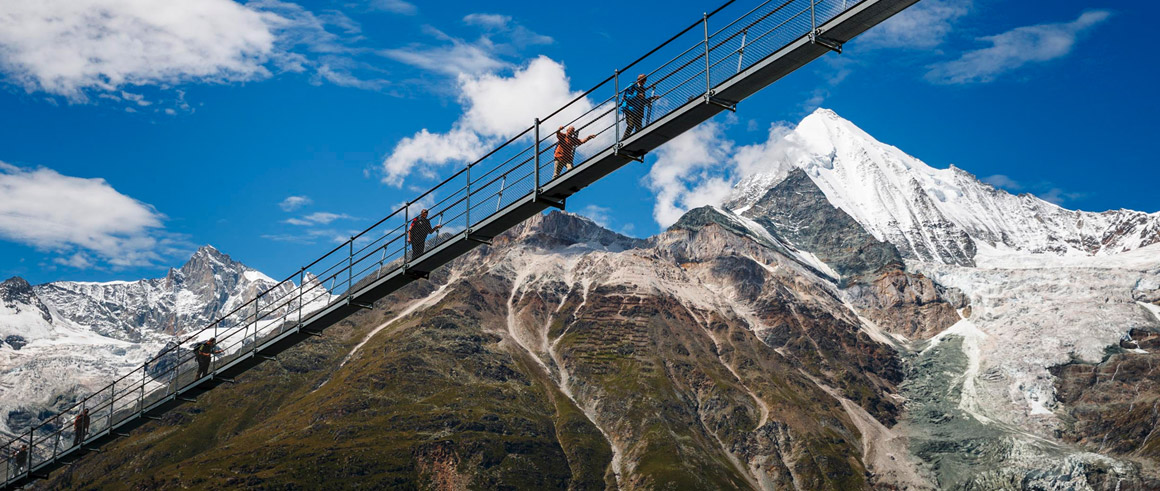
Lávka Charles Kuonen Hangebrücke
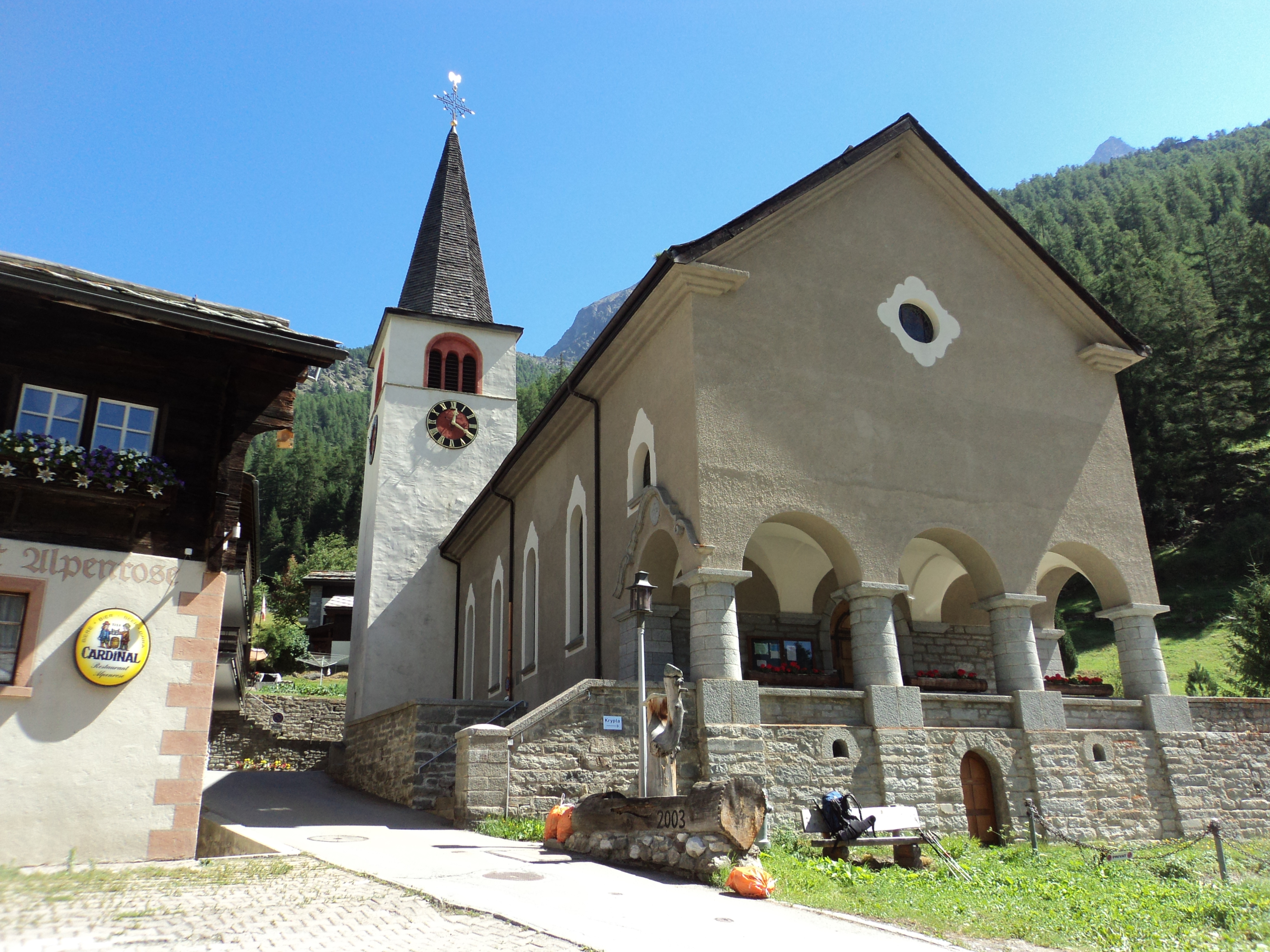
Římskokatolický kostel
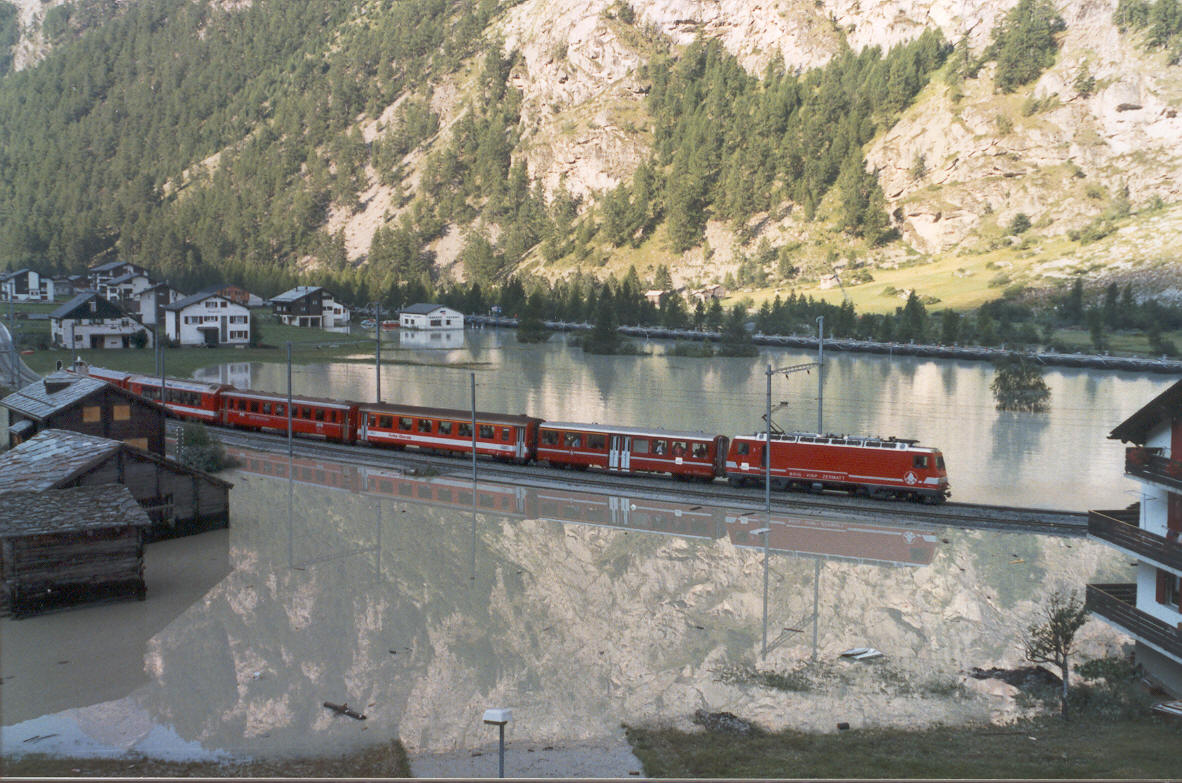
Průjezd vlaku Glacier Express po sesuvu půdy (10. 8. 1991)
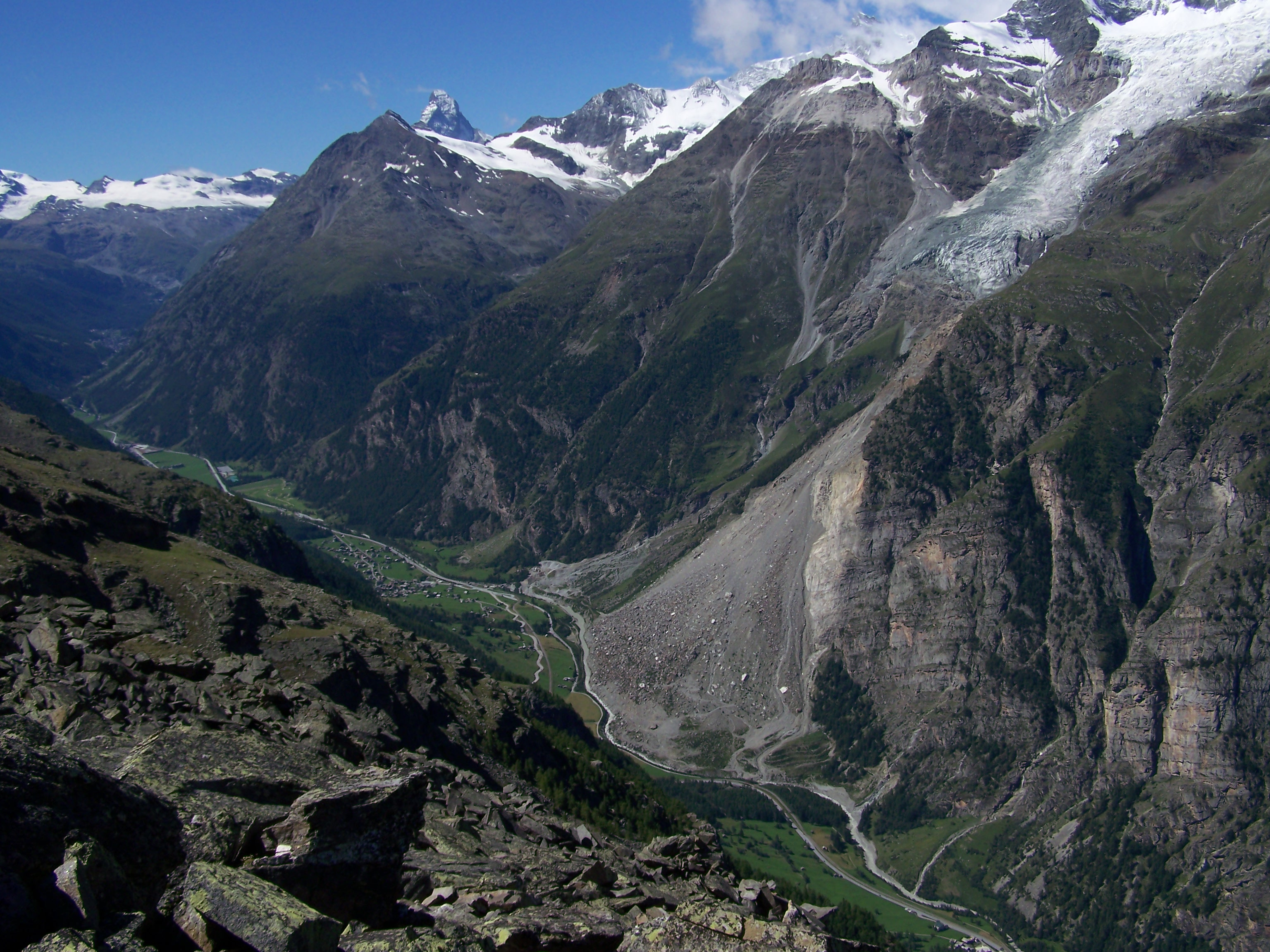
Sesuv
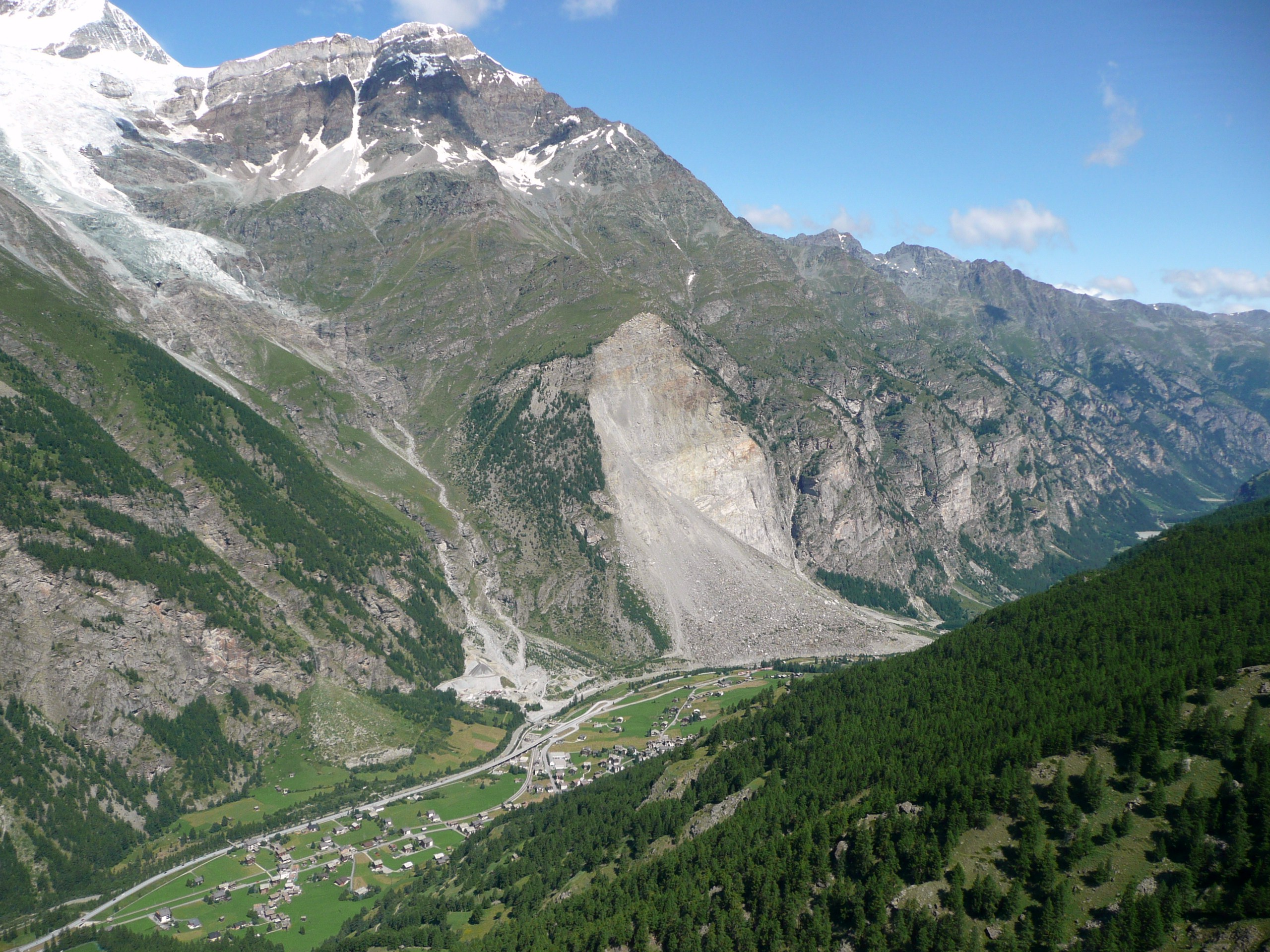
Sesuv